# John-Henry Butterworth
John-Henry Butterworth (* 1976 in London, England) ist ein britischer Drehbuchautor.

## Leben
John-Henry Butterworths Brüder Jez und Tom Butterworth sind ebenfalls als Drehbuchautoren tätig. Sein Bruder Steve Butterworth war früher als Filmproduzent tätig und führte später eine Marketingagentur.
Gemeinsam mit seinem Bruder Jez schrieb er sein erstes Drehbuch für den 2010 von Doug Liman verfilmten Polit-Thriller Fair Game – Nichts ist gefährlicher als die Wahrheit. Das Werk brachte den Brüdern 2011 den Paul Selvin Award der Writers Guild of America ein.
Später verfassten er und sein Bruder weitere Drehbücher für Filme wie Edge of Tomorrow, Get on Up und Le Mans 66 – Gegen jede Chance.
Gemeinsam mit David E. Kelley entwickelte Butterworth den Stoff für die Fernsehserie Nine Perfect Strangers.

## Filmografie
- 2010: Fair Game – Nichts ist gefährlicher als die Wahrheit (Fair Game)
- 2014: Edge of Tomorrow
- 2014: Get on Up
- 2015: Malgré la nuit
- 2019: Le Mans 66 – Gegen jede Chance (Ford v. Ferrari)
- 2021: Flag Day
- 2021: Nine Perfect Strangers (Fernsehserie, 8 Episoden)
- 2023: Indiana Jones und das Rad des Schicksals (Indiana Jones and the Dial of Destiny)